# NPO 3
NPO 3 (tot 19 augustus 2014: Nederland 3) is een van de drie televisiezenders van de Nederlandse Publieke Omroep. De officiële start van de zender was op maandag 4 april (tweede paasdag) 1988.
De eerste experimentele uitzendingen van deze zender begonnen op 13 februari 1988 om 19:12 uur en waren in een deel van het land te ontvangen. De NOS zond toen gedurende ruim twee weken live uit vanaf de Olympische Winterspelen in Calgary.

## Geschiedenis
De eerste plannen waren voor Nederland 3 om met de toenmalige Belgische BRT (de huidige VRT) het derde televisienet gezamenlijk op te richten en gezamenlijk de programmering in te gaan vullen. Met de beoogde samenwerking zou de BRT haar verlieslijdende tweede televisienet BRT2 rendabeler kunnen exploiteren of kunnen opheffen. Een samenwerking tussen de Nederlandse en Belgische televisie zou ook een modus zijn om elkaars culturele leven uit te wisselen, aldus de voormalige BRT. Een samenwerking is er echter niet gekomen.
Nederland 3 ging officieel op maandag 4 april 1988 (tweede Paasdag) van start, hoewel een paar maanden daarvoor de zender door de NOS al was gebruikt voor live-uitzendingen van de Olympische Winterspelen in Calgary. Het net werd officieel geopend door minister Elco Brinkman van WVC, verantwoordelijk voor het mediabeleid. Een dag eerder werd de zender overigens onverwacht al officieus in gebruik genomen, toen de finish van de wielerklassieker Ronde van Vlaanderen bleek samen te vallen met de live-uitzending van een kerkdienst.
De lancering vond plaats in een turbulente tijd. De publieke omroep stond onder druk vanwege media-ondernemers die hun eigen tv-zender wilden zoals Lex Harding met RTL-Veronique, TV10 van Joop van den Ende en de AVRO, TROS en Veronica die gezamenlijk werkten aan een commerciële tv-zender.
De belangrijkste speler op Nederland 3 was in het begin de NOS, die met andere ledenloze omroepen als RVU, Teleac, IKON en de Feduco de programmering verzorgde. De nadruk lag op informatie, cultuur en sport. In 1995 ging cultuur uiteindelijk over naar de nieuw gevormde NPS.
De zender zendt tegenwoordig programma's uit voor 'mensen die zich jong voelen'. Hieronder zijn vernieuwende programma's en vrijwel de gehele programmering van BNNVARA te verstaan. De (tijdelijke) netcoördinator is Suzanne Kunzeler. Kunzeler is eind februari 2014 netcoördinator geworden omdat Roek Lips opstapte na een verschil van inzicht hoe de zender aangestuurd moet worden.

## Programmering
Overdag wordt van 05.30 tot 19.30 uur op NPO 3 de kinderprogrammering van de NPO uitgezonden onder de namen Zappelin en Zapp. Hierbinnen worden ook de Schooltv-programma's voor peuters, kleuters en schoolkinderen op het basisonderwijs gerekend.
Op maandag tot en met vrijdag om 19.30 uur start NPO 3 met zijn uitzendingen, voor jongeren en jonge volwassenen. NPO 3 is naar eigen zeggen niet voorspelbaar en verschilt dan ook veel met de andere twee zenders van de NPO (NPO 1 en NPO 2).
Het grote verschil tussen NPO 3 en de andere zenders van de publieke omroep is dat deze zender veel vernieuwing heeft in zijn programmering. Sinds 2009 kent de zender 'de week van vernieuwing' met de naam 'TV Lab' of later '3LAB'. Daaruit kwamen programma's als Claudia op Vrijdag (VARA), Ik weet wat jij deed (TROS), De Bubbel (BNN) en Comedy Corner (NPS). Naast vernieuwing heeft Nederland 3 ook zijn vaste programma's als Ranking the Stars (BNN), 71 graden Noord (AVRO), 3 op Reis (LLINK-BNN), Spuiten en Slikken (BNN), Jong (EO), Puberruil (KRO) en De zomer voorbij (TROS). Daarnaast zendt de zender ook uit op het web met onder meer de serie De slet van 6vwo met Joep Sertons en Lisa Zweerman.

## Protest
Op 1 december 2005 protesteerden de programmamakers van de VARA op Nederland 3 tegen het reorganisatieplan van de raad van bestuur van de NPO. De programma's De Wereld Draait Door, De Leugen Regeert en Mooi! Weer De Leeuw werden niet in hun normale vorm uitgezonden. De VARA was het oneens met de verandering van een thuisnetmodel (waarin de deelnemende omroepen het karakter van de zender bepalen) naar een programmeringsmodel (waarin de programma's gericht op kijkersgroepen over de zenders worden verdeeld). Deze en andere acties leidden niet tot het gewenste effect, want op 4 september 2006 werden de plannen van de raad van bestuur werkelijkheid.

## Beeldmerk

Van 4 april 1988 t/m 4 september 1994
Van 4 september 1994 t/m 1999
Van 5 september 2003 t/m 4 september 2006
Van 4 september 2006 t/m 24 oktober 2013
Oude HD logo van Nederland 3
Van 24 oktober 2013 t/m 19 augustus 2014
Van 19 augustus 2014 t/m 16 april 2018
Sinds 16 april 2018